# Osborne Brothers
Bobby et Sonny Osborne sont des musiciens de bluegrass connus pour leurs participation au groupe The Osborne Brothers.
Bobby Osborne est un chanteur et mandoliniste, né le 7 décembre 1931 dans le Kentucky et mort le 27 juin 2023. Il a été un pionnier en concevant le concept vocal maintenant populaire du high lead.
Sonny Osborne est un chanteur et banjoïste, né le 29 octobre 1937 à Roark (en), dans le Kentucky, et mort le 24 octobre 2021 à Hendersonville, dans le Tennessee.

## Histoire
Leur premier succès a été la chanson Once More en duo avec Red Allen en 1958. Leur succès suivant n'est venu que huit ans après, avec Up This Hill & Down, inaugurant une suite de 18 succès, dont Making Plans, Midnight Flyer, Tennessee Hound Dog, Kentucky et Ruby (Are You Mad At Your Man). Ils sont surtout connus pour leur succès Rocky Top, en  1968, dont le sujet est une ville imaginaire dans le Tennessee. Le dernier succès des Osborne Brothers' a été en 1986 avec une nouvelle version de Rocky Top.
Sonny s'est retiré en 2005 en mettant fin aux Osborne Brothers. Bobby a continue à jouer avec son groupe Rocky Top X-Press.
Pendant les années 60, le duo a causé une certaine polémique parmi des puristes par l'utilisation d'instrument électriques et  de percussions dans des morceaux de bluegrass.